# ГАЕС Baoquan
ГАЕС Baoquan (宝泉抽水蓄能电站) — гідроакумулювальна електростанція на сході Китаю у провінції Хенань. Її резервуари створені у сточищі річки Юхе, лівої притоки Вейхе — найпівденнішої з п'яти складових річки Хайхе, котра впадає до Бохайської затоки за кілька десятків кіломерів на південь від Тяньцзіня.
Як нижній резервуар використали водосховище, створене на Юхе у 1973—1994 роках за допомогою мурованої греблі висотою 91 метр, котра утримувала водойму з об'ємом 44,6 млн м3. У межах  гідроакумулювального проєкту греблю наростили до 107 метрів (довжина 536 метрів), при цьому об'єм резервуара зріс до 67,5 млн м3 (корисний об'єм 54,4 млн м3, з яких 35,8 млн м3 призначені для потреб іригації). Рівень поверхні сховища в операційному режимі може коливатись між позначками 220 та 260 метрів НРМ.
Верхній резервуар спорудили на висотах лівобережжя Юхе за допомогою кам'яно-накидної греблі з асфальтобетонним облицюванням висотою 95 метрів, яка утримує водойму з об'ємом 8,3 млн м3 (корисний об'єм 6,2 млн м3) та коливанням рівня поверхні в операційному режимі між позначками 758 та 788,6 метра НРМ.
Резервуари розташовані на відстані 1,8 км та з'єднані між собою та з машинним залом за допомогою двох тунельних трас. Кожна з них починається та завершується тунелями діаметром по 6,5 метра, тоді як подача/відведення ресурсу до/від гідроагрегатів здійснюється по патрубках з діаметром 3,5/4,5 метра. На відвідній частині трас також знаходяться вирівнювальні резервуари, котрі включають верхню камеру висотою 90 метрів із діаметром 14 метрів та з'єднувальну шахту висотою 31 метр із діаметром 5 метрів.
Машинний зал споруджений у підземному виконанні та має довжину 147 метрів при висоті 47 метрів. Крім того, знадобилось окреме підземне приміщення для трансформаторного обладнання розмірами 134 × 18 метрів при висоті 20 метрів. Станцію обладнали чотирма оборотними турбінами типу Френсіс потужністю по 300 МВт, які використовують напір від 493 до 569 метрів (номінальний напір 503 метри) та забезпечують виробництво 2010 млн кВт-год електроенергії на рік при споживанні для зворотного закачування 2642 млн кВт-год.
Зв'язок з енергосистемою відбувається за допомогою ЛЕП, розрахованою на роботу під напругою 500 кВ.